# Madjid Adjaoud
Madjid Adjaoud est un footballeur international algérien, disposant également de la nationalité française, né le 23 août 1971 à Marseille (France). Il évoluait au poste de milieu de terrain. Il compte cinq sélections en équipe nationale d'Algérie entre 2000 et 2001.

## Carrière
Passé par l'US Marseille Endoume puis le FC Istres, club de National, de 1995 à 1998, Adjaoud rejoint alors le CS Sedan-Ardennes, en Ligue 2. Après sa première année, le club est promu dans l'élite. En trois saisons, le milieu de terrain joue 58 matchs de championnat de France de football. Entre juillet 2000 et janvier 2001, il est sélectionné à cinq reprises en équipe d'Algérie.
En 2002, il part en Belgique, au KAA La Gantoise (34 matchs en un plus de deux saisons), retourne en France un an à l'ASOA Valence, en National, tente une pige en D3 belge, au SC Eendracht Alost, revient en National à l'US Raon-l'Etape et termine sa carrière en 2007-2008 au Royal Francs Borains, en D3 belge.
En novembre 2016, il devient entraîneur adjoint du CS Sedan-Ardennes, à la suite de la nomination en tant qu'entraineur de Nicolas Usai à la place de Colbert Marlot. En juin 2017 le club est rétrogradé de national, mais Madjid Adjaoud continue au sein du club jusqu'en juin 2018. Malheureusement, la mission de remontée immédiate en national n'est pas atteinte et il n'est pas conservé par le club. En juillet 2018, il rejoint le club belge du Royal Excelsior Virton où il accepte à nouveau le rôle d'entraîneur adjoint. Au début de 2021, à la suite de la nomination d'Olivier Sarragaglia, il revient au sein du CSSA en tant qu'entraineur adjoint, il s'agit de son 3e passage au club.

## Statistiques
| Saison    | Club               | Championnat    | Championnat | Championnat | Coupe(s) nationale(s) | Coupe(s) nationale(s) | Algérie | Algérie | Total | Total |
| Saison    | Club               | Division       | M.          | B.          | M.                    | B.                    | M.      | B.      | M.    | B.    |
| 1995-1996 | FC Istres          | National       | 28          | 1           | -                     | -                     | -       | -       | 28    | 1     |
| 1996-1997 | FC Istres          | National       | 32          | 2           | -                     | -                     | -       | -       | 32    | 2     |
| 1997-1998 | FC Istres          | National       | 27          | 2           | -                     | -                     | -       | -       | 27    | 2     |
| 1998-1999 | CS Sedan-Ardennes  | Division 2     | 28          | 1           | 5                     | 0                     | -       | -       | 33    | 1     |
| 1999-2000 | CS Sedan-Ardennes  | Division 1     | 25          | 0           | 3                     | 0                     | -       | -       | 28    | 0     |
| 2000-2001 | CS Sedan-Ardennes  | Division 1     | 25          | 0           | 3                     | 0                     | 5       | 0       | 33    | 0     |
| 2001-2002 | CS Sedan-Ardennes  | Division 1     | 8           | 0           | -                     | -                     | -       | -       | 8     | 0     |
| 2002-2003 | KAA La Gantoise    | Jupiler League | 15          | 0           | -                     | -                     | -       | -       | 15    | 0     |
| 2003-2004 | KAA La Gantoise    | Jupiler League | 18          | 0           | -                     | -                     | -       | -       | 18    | 0     |
| 2004-2005 | KAA La Gantoise    | Jupiler League | 1           | 0           | -                     | -                     | -       | -       | 1     | 0     |
| 2004-2005 | ASOA Valence       | National       | 30          | 2           | -                     | -                     | -       | -       | 30    | 2     |
| 2005      | SC Eendracht Alost | Division 3     | 8           | 1           | -                     | -                     | -       | -       | 8     | 1     |
| 2005-2006 | US Raon-l'Étape    | National       | 10          | 0           | -                     | -                     | -       | -       | 10    | 0     |
| 2006-2007 | US Raon-l'Étape    | National       | 12          | 0           | -                     | -                     | -       | -       | 12    | 0     |
| 2007-2008 | Francs Borains     | Division 3     | 20          | 0           | -                     | -                     | -       | -       | 20    | 0     |